# San Francisco 49ers 1992
La stagione 1992 dei San Francisco 49ers è stata la 43ª della franchigia nella National Football League. Fu l'ultima con Joe Montana tra le file della squadra, dopo essere stato sostituito definitivamente da Steve Young come quarterback titolare, il quale fu premiato come MVP della NFL. L'ultima partita di Montana come 49er fu il Monday Night Football del 28 dicembre contro i Detroit Lions.

## Partite

### Stagione regolare
| Turno | Data              | Avversario              | Risultato | Ora TV      | Pubblico |
| ----- | ----------------- | ----------------------- | --------- | ----------- | -------- |
| 1     | 06/09/1992        | at New York Giants      | V 31–14   | CBS 1:15pm  | 74,519   |
| 2     | 13/09/1992        | Buffalo Bills           | S 31–34   | NBC 1:15pm  | 64,053   |
| 3     | 20/09/1992        | at New York Jets        | V 31–14   | CBS 10:00am | 71,020   |
| 4     | 27/09/1992        | at New Orleans Saints   | V 16–10   | TNT 5:00pm  | 68,591   |
| 5     | 04/10/1992        | Los Angeles Rams        | V 27–24   | CBS 1:15pm  | 63,071   |
| 6     | 11/10/1992        | at New England Patriots | V 24–12   | CBS 10:00am | 54,126   |
| 7     | 18/10/1992        | Atlanta Falcons         | V 56–17   | CBS 1:15pm  | 63,302   |
| 8     |                   | Settimana di pausa      |           |             |          |
| 9     | 01/11/1992        | at Phoenix Cardinals    | S 14–24   | CBS 1:05pm  | 47,642   |
| 10    | 09/11/1992 (Lun.) | at Atlanta Falcons      | V 41–3    | ABC 6:00pm  | 67,404   |
| 11    | 15/11/1992        | New Orleans Saints      | V 21–20   | CBS 1:15pm  | 64,895   |
| 12    | 22/11/1992        | at Los Angeles Rams     | V 27–10   | CBS 1:15pm  | 65,858   |
| 13    | 29/11/1992        | Philadelphia Eagles     | W 20–14   | CBS 1:15pm  | 64,374   |
| 14    | 06/12/1992        | Miami Dolphins          | V 27–3    | NBC 1:15pm  | 58,474   |
| 15    | 13/12/1992        | at Minnesota Vikings    | V 20–17   | CBS 10:00am | 60,685   |
| 16    | 19/12/1992 (Sab.) | Tampa Bay Buccaneers    | V 21–14   | CBS 1:00pm  | 60,519   |
| 17    | 28/12/1992 (Lun.) | Detroit Lions           | V 24–6    | ABC 6:00pm  | 55,907   |

### Playoff
| Turno            | Data       | Avversario              | Risultato |
| ---------------- | ---------- | ----------------------- | --------- |
| Divisional       | 09/01/1993 | vs. Washington Redskins | V 20-13   |
| NFC Championship | 17/01/1993 | vs. Dallas Cowboys      | S 30-20   |

## Premi
- Steve Young:

MVP della NFL
giocatore offensivo dell'anno